# روب كندريك
روب كندريك (بالإنجليزية: Robb Kendrick)‏ هو مصور أمريكي، ولد في 1963 في سبور في الولايات المتحدة.